# الاتحاد السعودي للسيارات والدراجات النارية
الاتحاد السعودي للسيارات والدراجات النارية، تأسس هذا الاتحاد سنة 2007، وكانت سنة 2005 شهدت السماح بممارسة رياضة السيارات والدراجات النارية. في عام 2007 تم تنظيم أول رالي بالمملكة العربية السعودية هو رالي حائل. وبعد ذلك تم تأسيس الاتحاد السعودي للسيارات والدراجات النارية. يرأسه خالد بن سلطان بن عبد الله الفيصل. ساهم الاتحاد في تأسيس الاتحاد العربي للدراجات النارية في ديسمبر 2008 بتونس وقد أسندت إلى رئيس الاتحاد السعودية مهمة نائب أول للرئيس.

## الأهداف
هدف الاتحاد العربي السعودي للسيارات والدراجات النارية إلى تطوير وتشجيع رياضة السيارات والدراجات النارية في العربية السعودية طبقاً لقواعد السلامة ونظام الاتحاد الدولي للسيارات والاتحاد العالمي للدراجات النارية.

## مجلس الإدارة
أعضاء مجلس إدارة الاتحاد السعودي للسيارات والدراجات النارية هم:
- الأمير خالد بن سلطان العبد الله الفيصل، رئيس الاتحاد
- الأمير سعود بن تركي الفيصل، عضو
- فهر بن سيف الدين الشريف، عضو
- اسيل بنت سليمان الحمد، عضو

## وصلة خارجية
- الاتحاد السعودي للسيارات والدراجات النارية